# Messy Situationz
Messy Situationz — дебютний студійний альбом американського репера Мессі Марва, виданий 15 травня 1996 р. лейблами Trigga Lock Records та Ammo Entertainment. Звукорежисер, зведення: The Sekret Service. Виконавчі продюсери: Ammo Entertainment, Девон Гартцфілд, Мессі Марв, Майкл Айзза, Майкл Огайон та Шака Даметц. 
«The Back Streets» записано й зведено на The Labb, що у Сан-Франциско. «Game to Be $old & Told» записано й зведено на Find Away Studio, Сан-Франциско. Решту треків записано на Pajamas Studio, Окленд, а зведено на Live Oak Studio, Берклі.

## Список пісень
1. «Ghetto Blues» (з участю The Madd Felon)
2. «Children's Story»
3. «PHD's» (з участю HK)
4. «In the Game»
5. «Dank Session»
6. «Messy Situationz»
7. «A Poor Man's Dream» (з участю JT the Bigga Figga та San Quinn)
8. «On the DL» (з участю Trev-G)
9. «Ghetto Glamour Hood Hoe's»
10. «Game to Be $old & Told»
11. «Too Hot» (з участю Skyler Jett)
12. «Freak Down» (з участю Trev-G)
13. «The Back Streets»
14. «The Chronic»